# You
You je ime pjesme nizozemske pop grupe Ten Sharp iz 1991. godine. Pjesma je to s njihova albuma Under the Water-Line, koja je postala hit u mnogim zemljama Europe, uključujući Norvešku, Švedsku i Francusku gdje je pjesma bila br. 1 na tamošnjim glazbenim ljestvicama.

## Pozadina i pisanje pjesme
You je prva pjesma Ten Sharpa kao duo grupe. Tekst je napisao Ton Groen, dok je glazbu skladao Niels Hermes. Francuski glazbeni autor Elia Habib opisao je pjesmu sljedećim riječima: "bilješke iz glasovira su oštro razdvojene s lijepom dosljednošću te predstavljaju pozadinu melodije koja je poslužila moćnom glasu Marcela Kapteijna.

## Uspjeh
Pjesma je bila veoma uspješna što govori i činjenica da je u tri europske zemlje bila br. 1. U Norveškoj je bila br. 1 te 16 tjedana na ljestvici TOP 10. U Švedskoj i Francuskoj "You" je bio dva tjedna br. 1.
U drugim zemljama You je ostvario također zapažen rezultat. Pjesma je bila na drugom mjestu austrijske glazbene ljestvice. U Irskoj i Njemačkoj pjesma je bila br. 4 s time da se na njemačkoj top ljestvici nalazila 43 tjedana.
Na švicarskoj TOP 40 ljestvici, "You" je proveo 32 tjedana, gdje se našao na 3. mjestu. Na britanskoj ljestvici pjesma je bila na 10. mjestu.
Pjesma je trenutno 90. najprodavaniji singl svih vremena u Njemačkoj.

## Format objavljivanja
Pjesma You objavljena je u sljedećim formatima:
- CD singl, 7" singl, kazeta

| #  | Pjesma                     | Trajanje |
| 1. | You (singl)                | 4:33     |
| 2. | You (instrumental verzija) | 4:24     |

- CD maxi, 12" maxi

| #  | Pjesma                     | Trajanje |
| 1. | You (singl)                | 4:35     |
| 2. | When The Snow Falls        | 5:13     |
| 3. | White Gold                 | 3:30     |
| 4. | You (instrumental verzija) | 4:24     |

- 7" single - promo singl

| #  | Pjesma                  | Trajanje |
| 1. | You (akustična verzija) | xxx      |

## Glazbene ljestvice

### TOP ljestvice
| Ljestvica (1991/1992)        | Najviša pozicija |
| ---------------------------- | ---------------- |
| Austrijska top ljestvica     | 2                |
| Francuska SNEP top ljestvica | 1                |
| Irska top ljestvica          | 4                |
| Nizozemska top ljestvica     | 3                |
| Norveška top ljestvica       | 1                |
| Njemačka top ljestvica       | 4                |
| Švicarska top ljestvica      | 3                |
| Švedska top ljestvica        | 1                |
| Britanska top ljestvica      | 10               |

### Ljestvice na kraju godine
| Kraj godine (1992)       | Najviša pozicija |
| ------------------------ | ---------------- |
| Austrijska top ljestvica | 10               |
| Nizozemska top ljestvica | 22               |
| Švicarska top ljestvica  | 4                |

## Suradnici na albumu
- Vokal: Marcel Kapteijn
- Instrument i programiranje: Niels Hermes
- Producenti: Michiel Hoogenboezem i Niels Hermes
- Projekcija: Michiel Hoogenboezem
- Gitarist u pjesmama "When The Snow Falls" i "White Gold": Martin Boers
- Basist u pjesmama "When The Snow Falls" & "White Gold": Ton Groen
- Bubnjar u pjesmama "When The Snow Falls" & "White Gold": Wil Bouwes
- Studio za snimanje: Spitsbergen Studio i Wisseloord Studios
- Mix: Wisseloord Studios
- Ilustracija: Theo Stapel

## Vanjske poveznice
- Službena web stranica Ten Sharpa